# Clouange
Clouange ist eine französische Gemeinde mit 3591 Einwohnern (Stand 1. Januar 2022) im Département Moselle in der Region Grand Est (bis 2015 Lothringen). Sie gehört zum Arrondissement Thionville.

## Geografie
Die Gemeinde Clouange liegt an der Orne, etwa 20 Kilometer südwestlich von Thionville und 20 Kilometer nordwestlich von Metz auf einer Höhe zwischen 164 und 327 m. Das Gemeindegebiet umfasst 2,99 km².

## Geschichte
Die Gemeinde Clouange besteht seit dem 1. April 1907, vorher war sie Teil der Gemeinde Vitry-sur-Orne. 1907–18 trug sie den verdeutschten Namen Kluingen, 1940–44 Klingen.

### Bevölkerungsentwicklung
| Jahr      | 1962 | 1968 | 1975 | 1982 | 1990 | 1999 | 2007 | 2019 |
| Einwohner | 3454 | 4678 | 4120 | 4321 | 3713 | 3643 | 3874 | 3374 |

## Verkehr
Der Haltepunkt Rombas-Clouange liegt an der Bahnstrecke Saint-Hilaire-au-Temple–Hagondange.

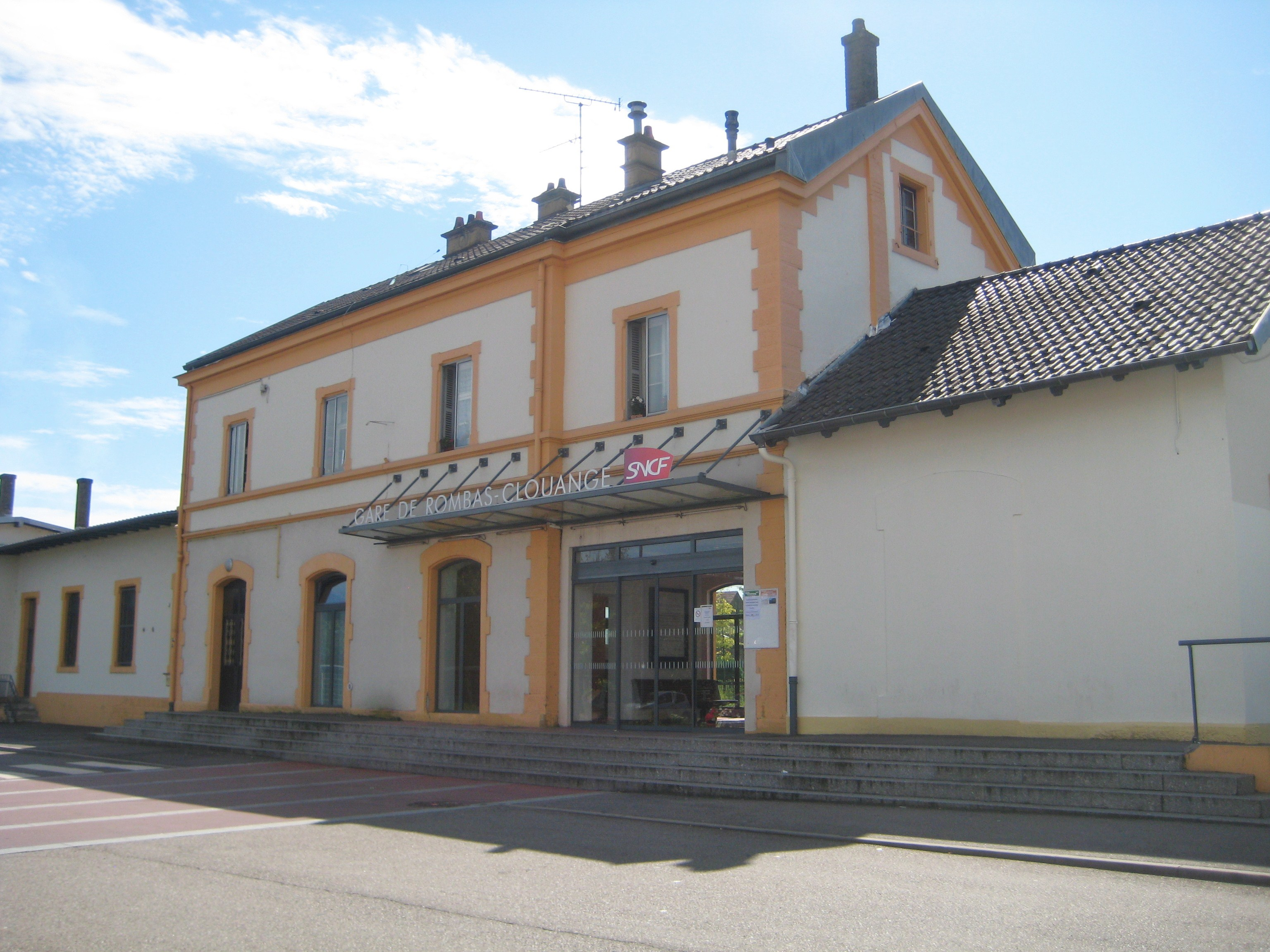
Bahnstation Rombas-Clouange

## Partnerschaft
Clouange pflegt eine Partnerschaft zur hessischen Gemeinde Langgöns.